# Viereckschanze Oberjettingen

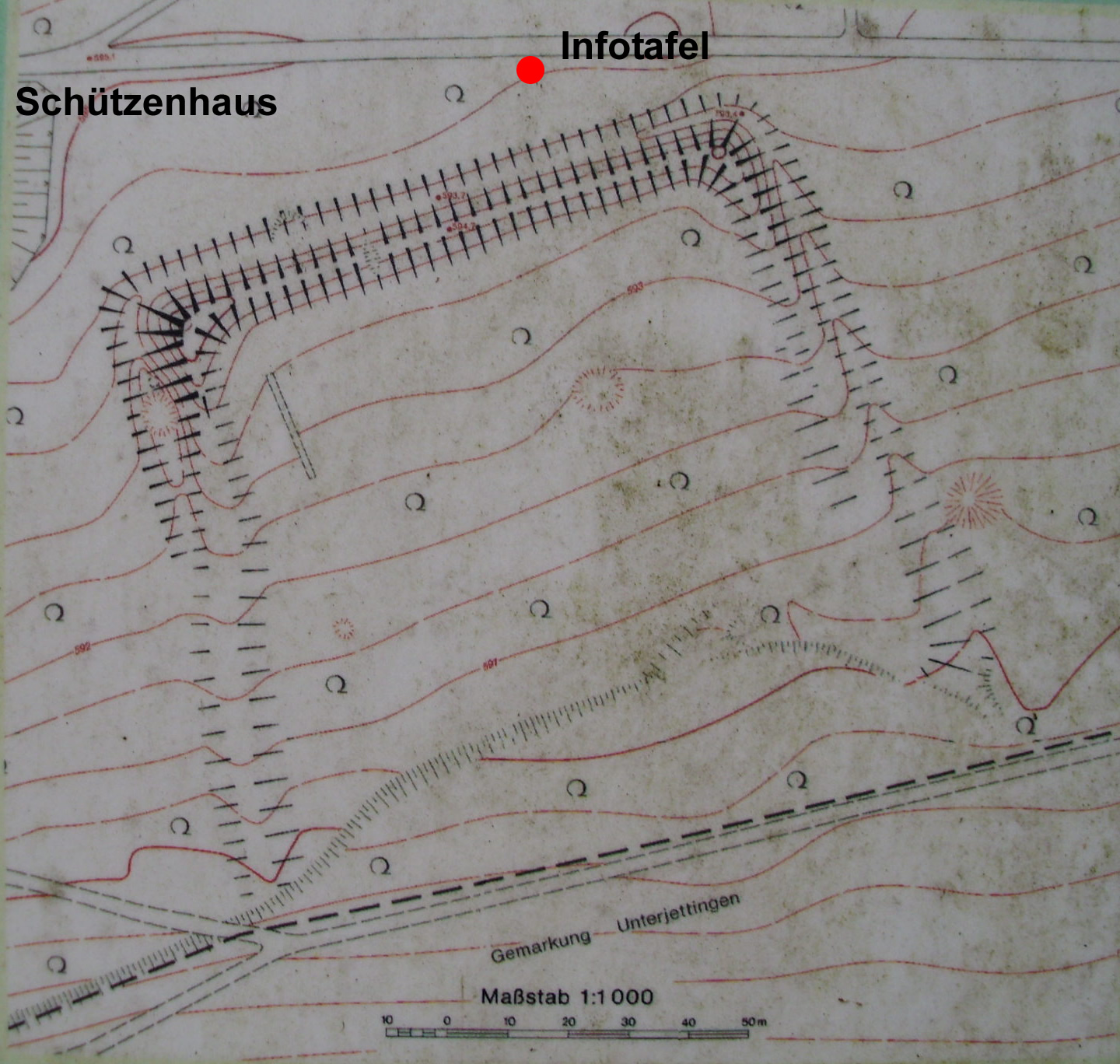
Grundriss der Schanze

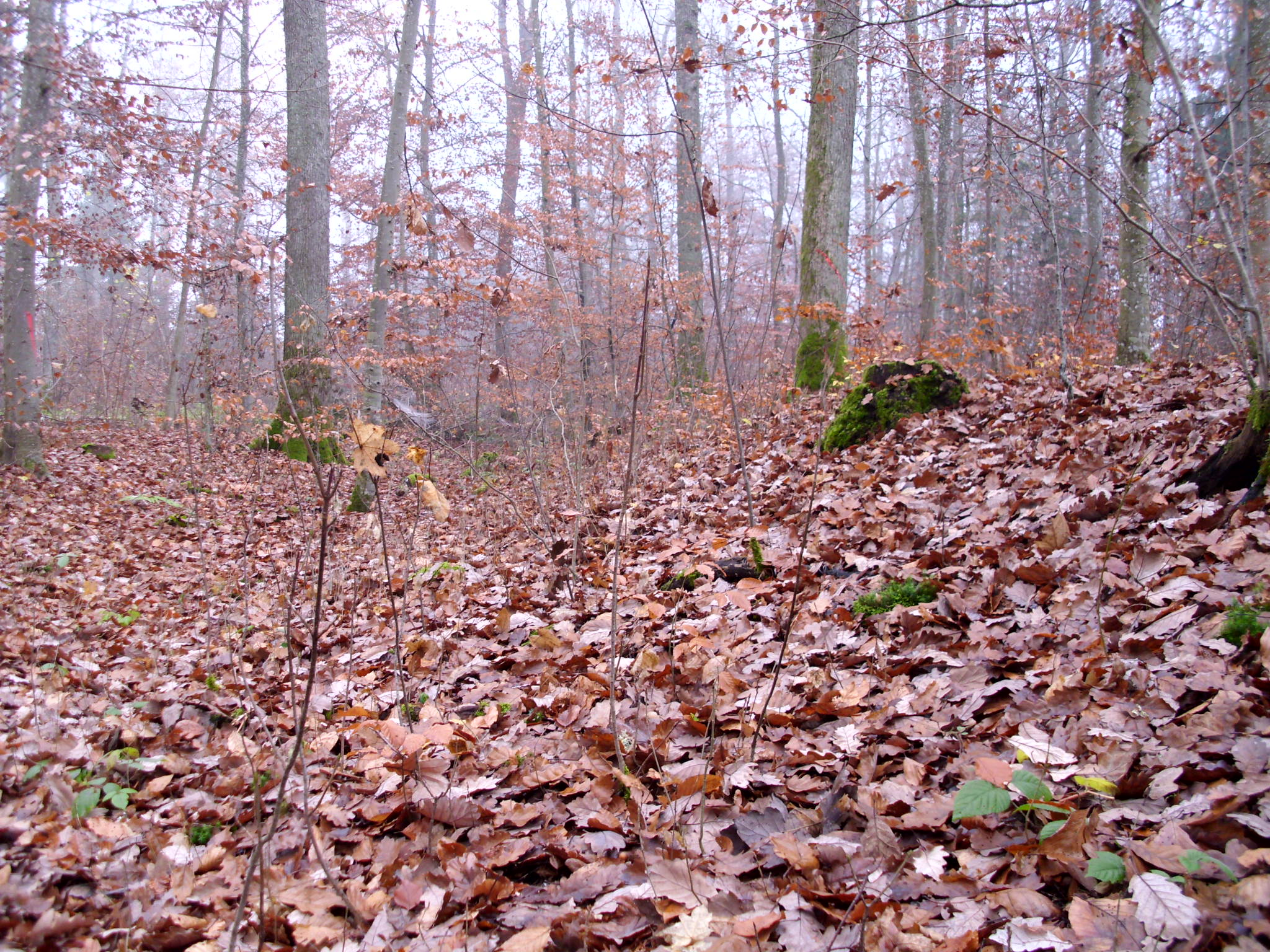
Nordseite, links der Graben, rechts der Wall

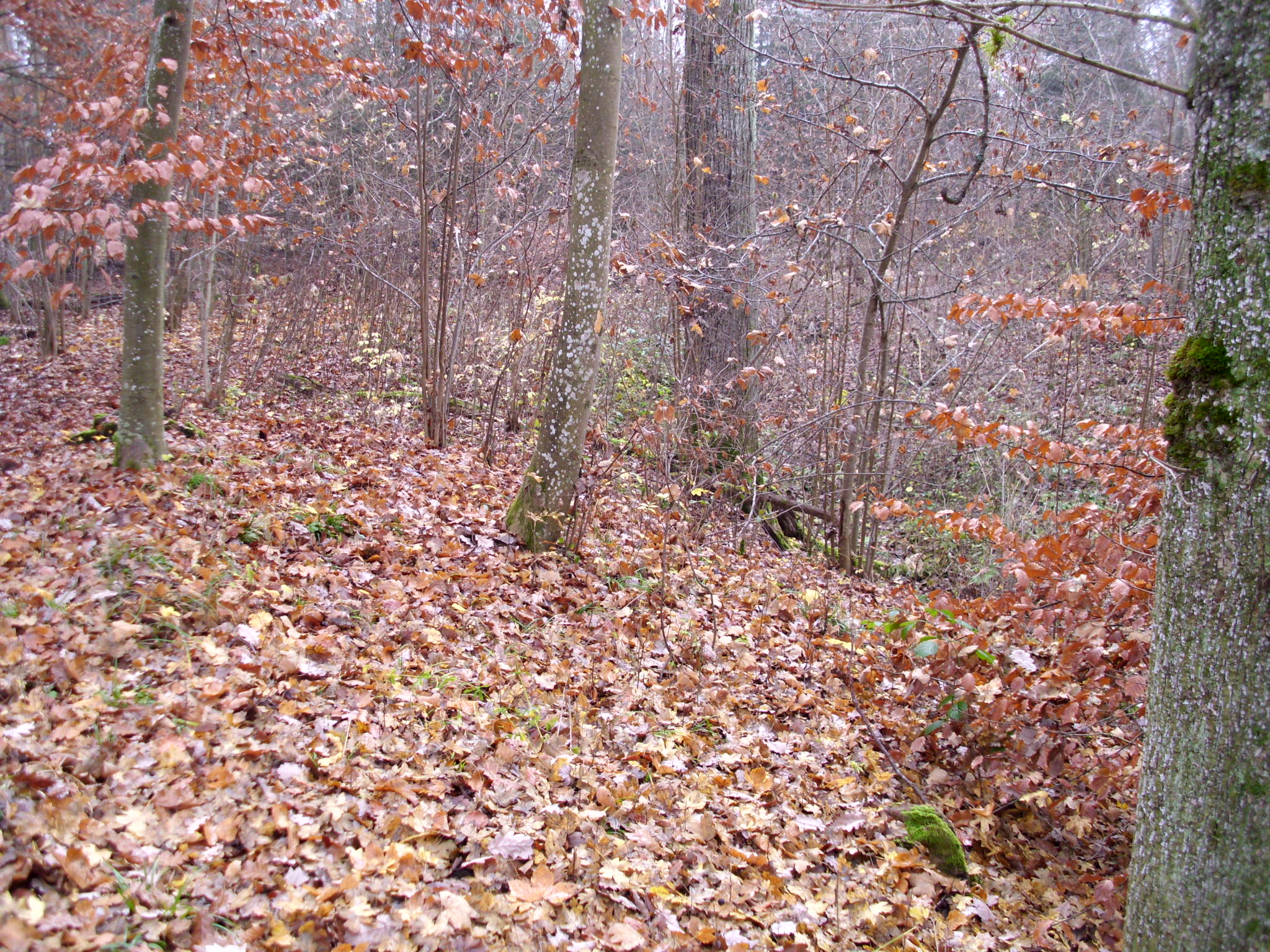
Überhöhte Nordostecke

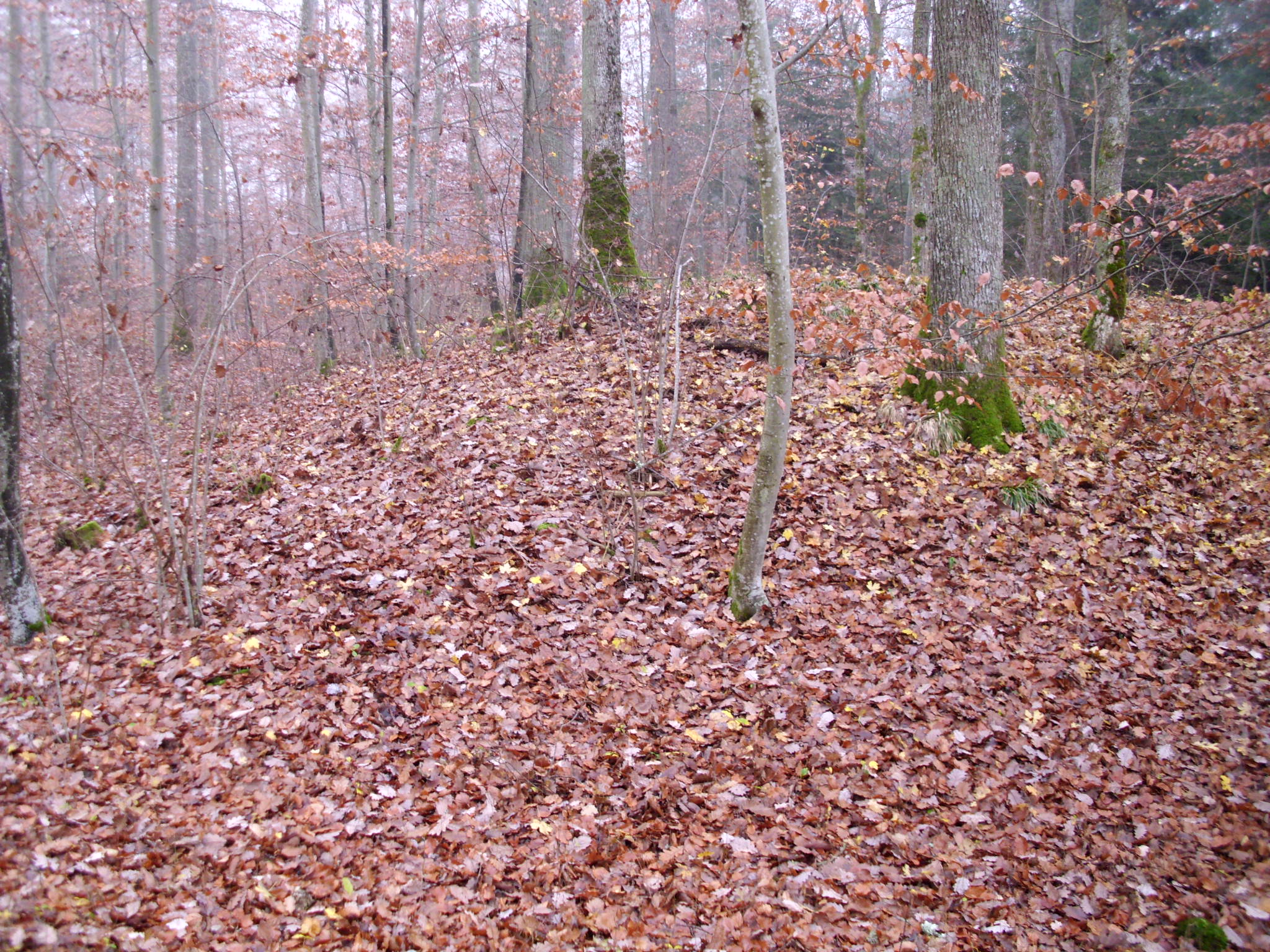
Überhöhte Nordwestecke

Die keltische Viereckschanze Oberjettingen ist eine keltische Befestigungsanlage aus der Zeit zwischen 200 v. Chr. und 50 v. Chr. Sie ist also innerhalb der Eisenzeit der späten Latènezeit zuzuordnen. Der Bereich der Schanze ist ein Bodendenkmal nach dem Baden-Württembergischen Denkmalschutzgesetz.
Sie diente zum Schutz einer kleinen keltischen Siedlung. Anders als früher oft angenommen waren Viereckschanzen keine reinen Kultstätten. Zwar wurden in manchen Viereckschanzen Hinweise auf kultische Handlungen gefunden (brunnenähnliche Gruben mit Opfergaben), vorrangig dienten sie aber als geschützter Wohn- und Arbeitsort. Vor allem in Bayern und Baden-Württemberg findet sich eine große Anzahl dieser Spuren keltischer Besiedlung.

## Lage
Sie befindet sich etwa 500 Meter südwestlich von Oberjettingen, dicht an der B28 beim Sportgelände. Der Weg zwischen Sportplatz und Schützenhaus führt nach etwa 100 Metern zur Infotafel, von wo aus man den Nordwall der Schanze sieht.

## Beschreibung
Keltische Viereckschanzen sind rechteckig, oft quadratisch angelegte Wallanlagen mit einem umlaufenden Graben, die Ecken sind meistens etwas erhöht. Der Nordwall dieser Schanze ist 95 Meter lang, die Schanze wird also eine Fläche von etwa einem Hektar belegt haben.
Der Wall auf der Nordseite ist sehr gut erhalten. Der Graben ist bis zu 80 cm tiefer als das Geländeniveau, der Wall ist von der Innenseite aus gemessen 1,2 bis 1,4 Meter hoch, an den beiden Ecken im Nordosten und im Nordwesten sind es 1,7 bzw. 2 Meter.
Wall und Graben wirken heute recht flach. Von der Wallinnenkante horizontal gemessen bis zur Grabenaußenseite sind es fast 10 Meter. Nimmt man einen ursprünglichen Böschungswinkel von 45 Grad an, lag die Grabensohle 6 Meter unterhalb der Wallkrone.
Der Wall auf der Westseite verflacht nach etwa 15 Meter, der Graben ist 25 Meter weit erkennbar, auf der Ostseite ist es ähnlich. Die Südseite liegt in einem landwirtschaftlich genutzten Gebiet und ist völlig verschwunden.

## Weblinks

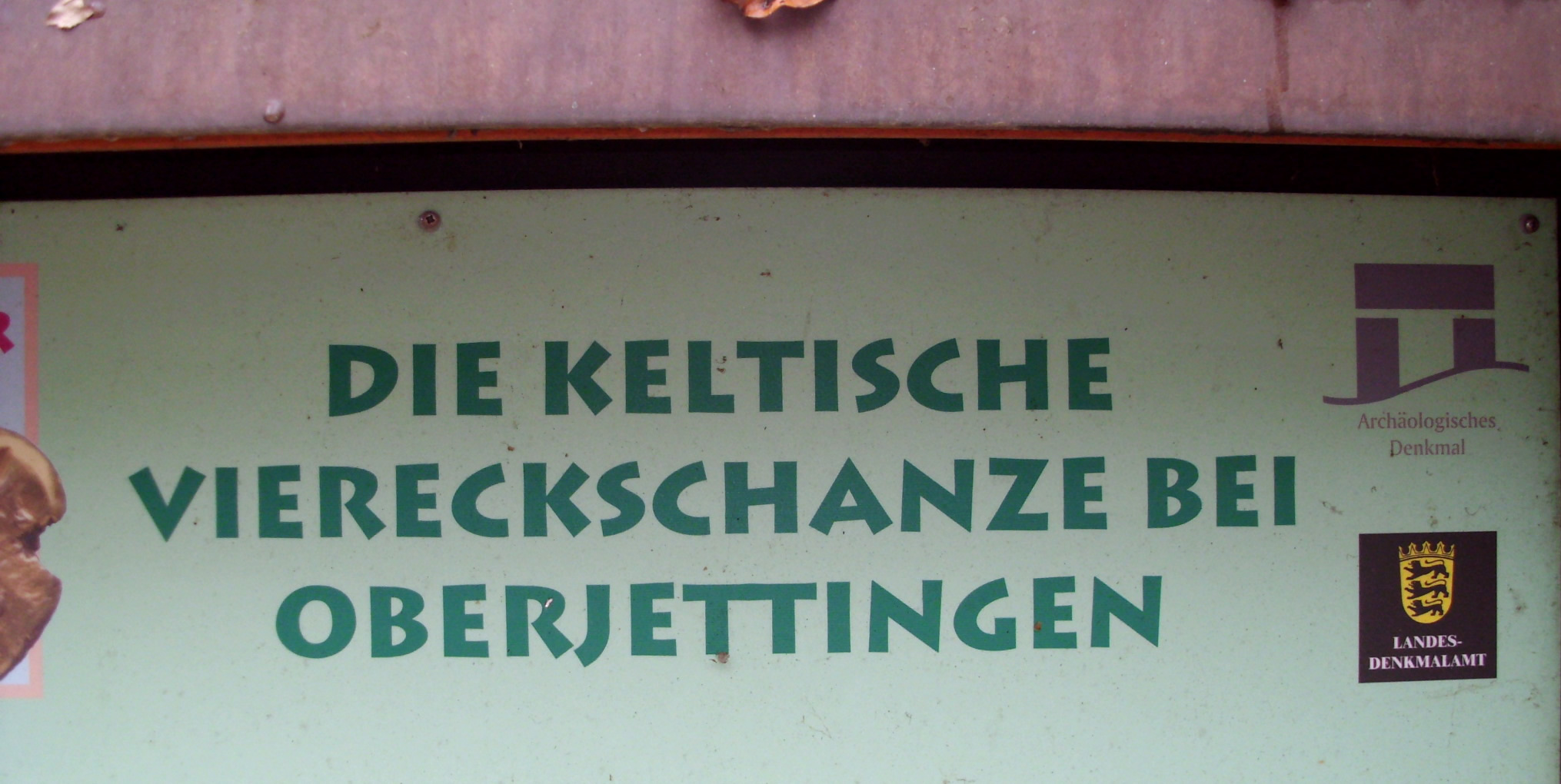
Titel der Tafel
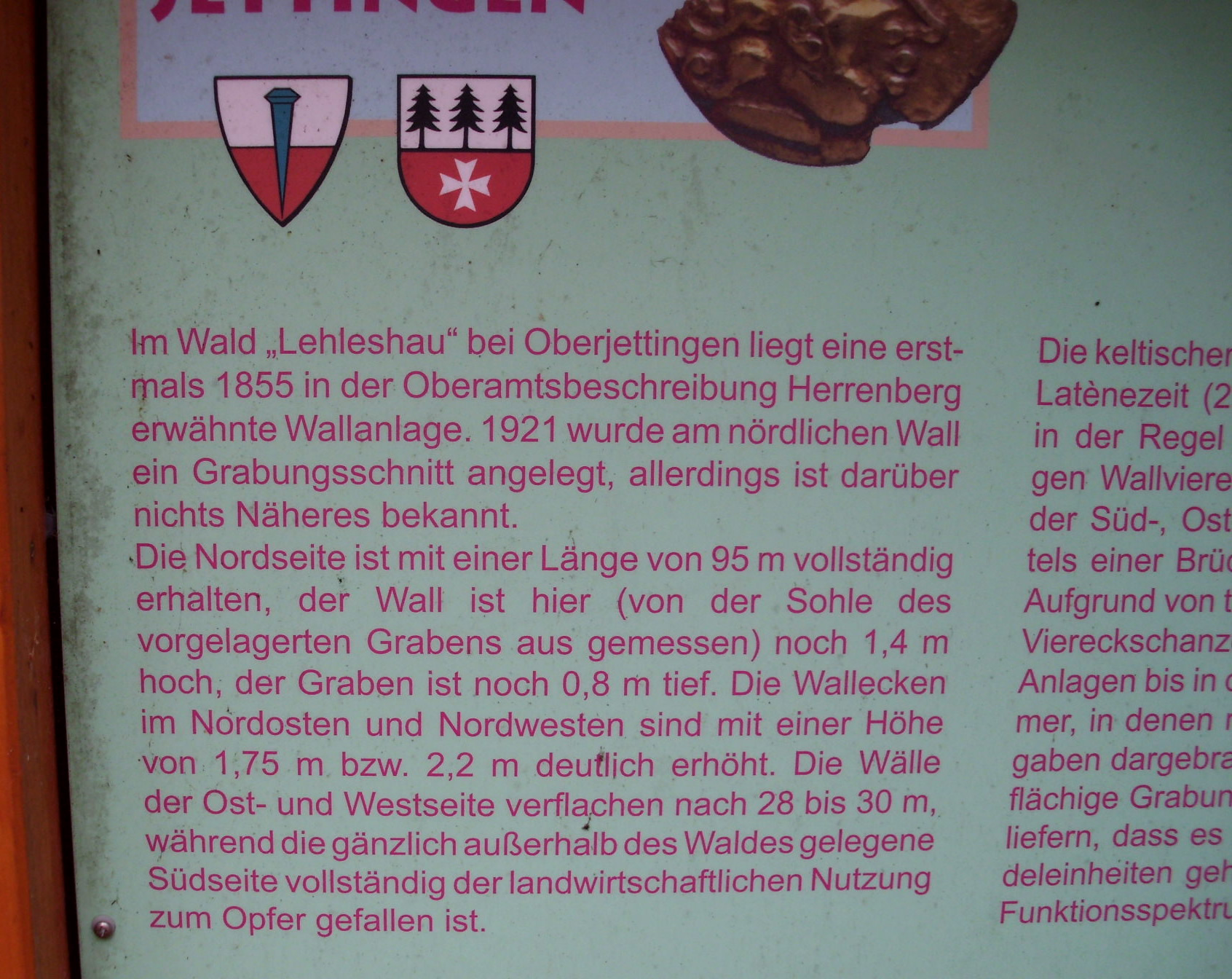
Tafeltext links
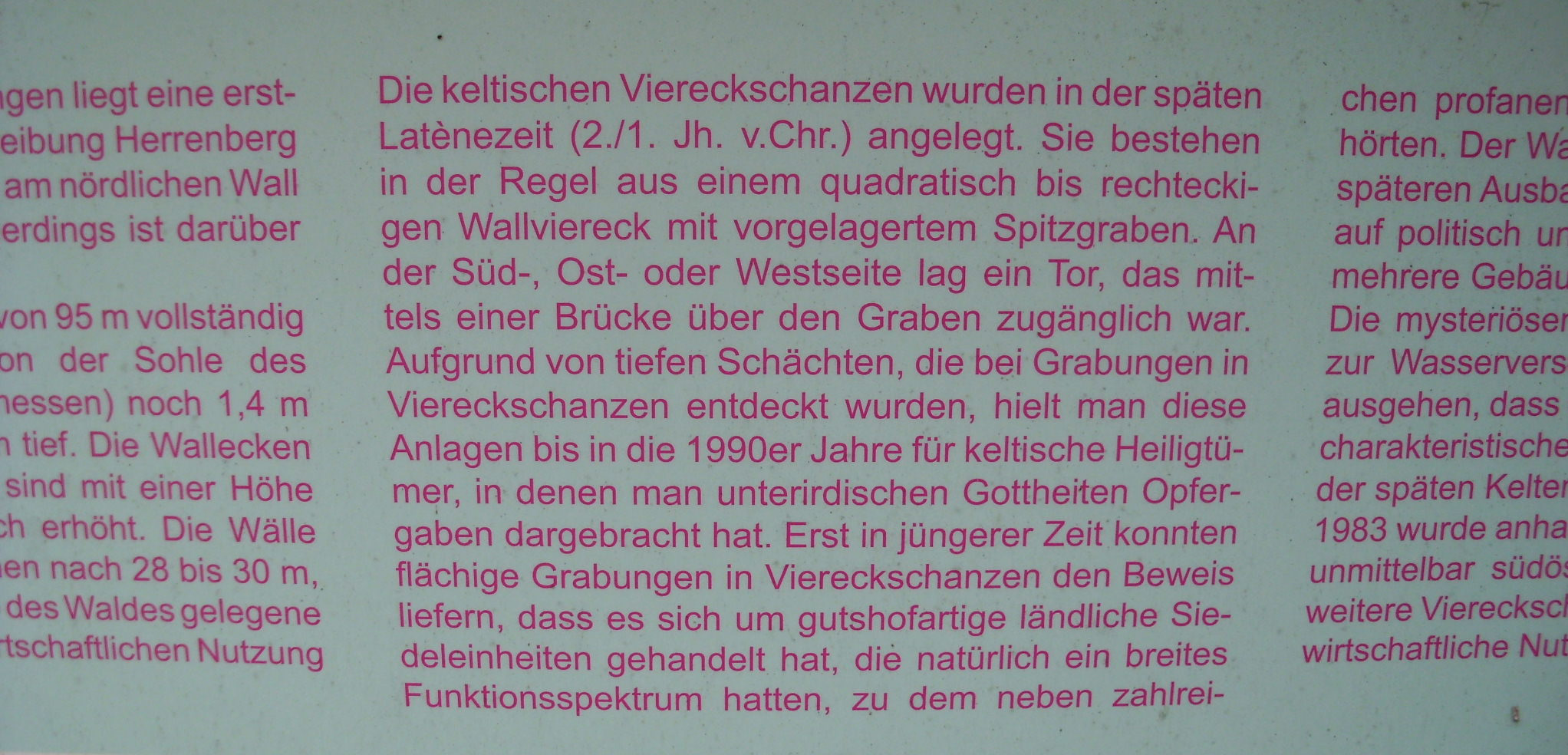
Text in der Mitte der Tafel
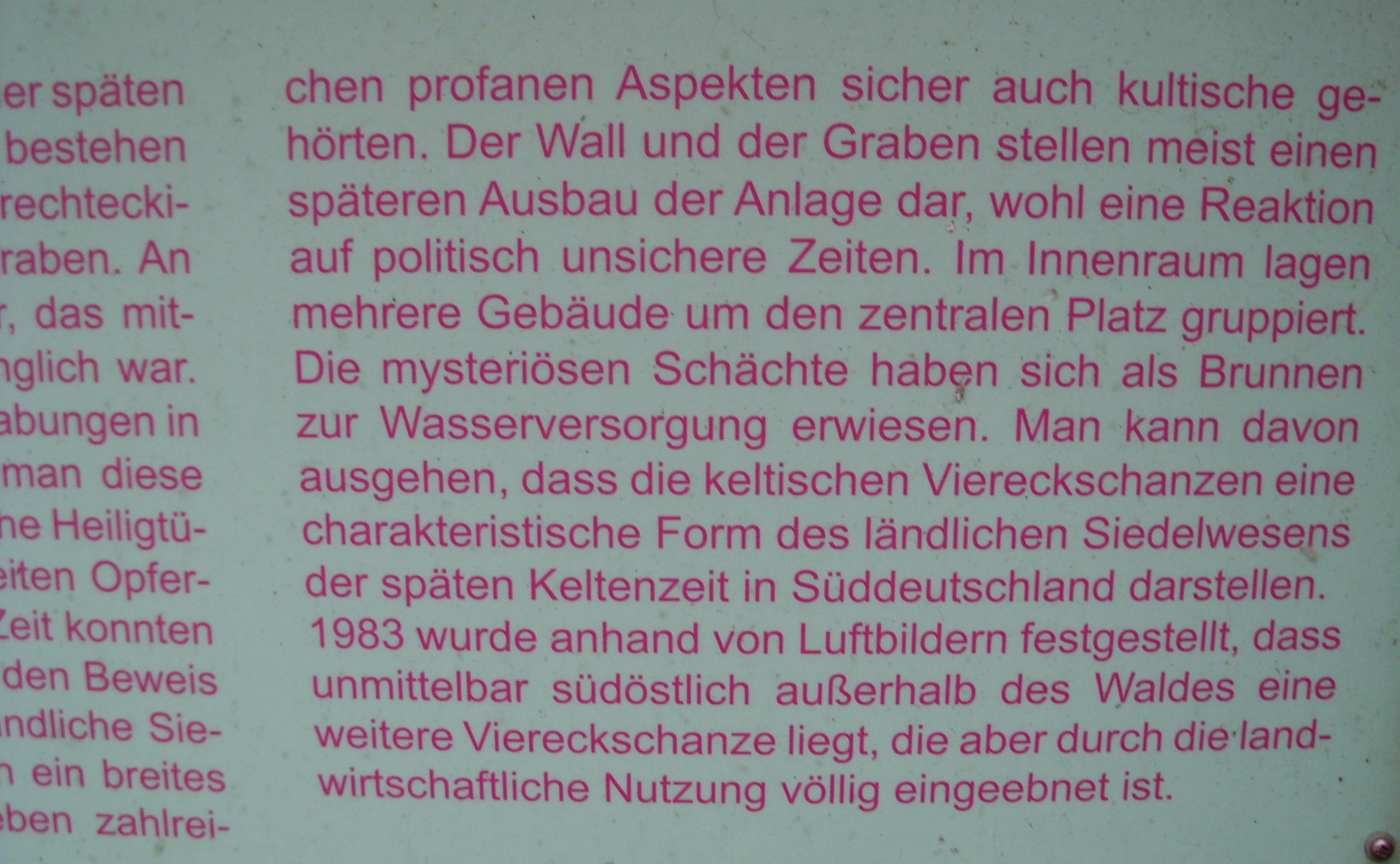
Tafeltext rechts